# Машраб, Боборахим
Боборахи́м Машра́б (узб. Boborahim Mashrab; 1657, Наманган — 1711, Балх) — классик узбекской литературы, поэт и мыслитель, последователь суфийского течения тарикат и дервиш суфийского ордена Накшбандиев (по другим источникам, Машраб принадлежал к ордену каландаров). Его имя занимает видное место в ряду таких выдающихся представителей узбекской литературы, как Навои, Агахи, Мукими, Фуркат и Завки. Своим творчеством он оказал значительное влияние на развитие и совершенствование узбекской литературы конца XVII — начала XVIII веков.

## Биография поэта
Боборахим Машраб родился в 1657 г. (1050 г. хиджры) в Намангане. По другим сведениям, год рождения Машраба 1640, а место рождения село Андиган (не путать с Андижаном), под Наманганом. В дальнейшем якобы семья Машраба переехала в Наманган. Современные исследователи узбекской литературы, обнаружили сведения, согласно которым год рождения поэта — 1653. Однако, наличие столь больших расхождений в дате и месте рождения поэта, историки узбекской литературы однозначно объяснить не могут. Его учителем был наманганский теолог Мулла Бозор-Охунд. По рекомендации Бозора Охунда в 1665 году Машраб попал в ученики к кашгарскому суфийскому ишану Афаку-Ходже.
В 1672—1673 годах после проявления идейных расхождений с учением Афака-Ходжи Машраб был изгнан из Кашгара. С 1673 года и в течение сорока лет Машраб скитался и странствовал. Он побывал в Ташкенте, Бухаре, Самарканде, Балхе и в Индии.
Скитаясь по разным областям Центральной Азии, Машраб не мог не посетить Бухару, родину Бахауддина Накшбанди. Питая глубокое уважение к личности Бахауддина Накшбанди, основателю ордена Накшбандиев, Машраб будучи в Бухаре, посетил дом в котором жил святой.
В 1711 г. (1123 г). Разоблачая двуличную сущность духовенства, Машраб выражал неприятие многих религиозных догм, а в некоторых из них он открыто сомневался. Во многих стихах, Машраб весьма пренебрежительно пишет о рае, аде, загробном мире, Мекке и выражается − готовность поменять их «на одну бутыль вина» или продать «за одну монету». Именно за это правящие слои общества и духовенство видели в Машрабе своего злейшего врага. В 1711 г. (1123 г. хиджры) Машраб был повешен в Балхе по указу правителя Кундуза Аштарханидской династии Махмудбея Катагани. Однако есть сведения, что Машраб был казнён в Кундузе. О жизни Машраба рассказывает созданная неизвестным автором и изобилующая легендами повесть «О безумце Машрабе». В этой книге приводится много стихотворений, приписываемых перу Машраба, но часто трудно отличить, подлинные его стихи от многочисленных интерполяций. Пользуется известностью книга Машраба «Источник света», состоящая из толкования стихов Джалаладдина Руми и нравоучительных рассказов. Биография поэта имеет много белых пятен, нуждающихся в историческом исследовании.
23 мая 1992 года, в г. Намангане, на родине поэта, был торжественно открыт музей и памятник Боборахиму Машрабу.
Именем Машраба названа одна из центральных улиц, парк и кинотеатр в Намангане. Школа № 11 Уйчинского района Наманганской области, также носит имя Машраба. В Намангане проводятся машрабовские чтения.

## Творчество Боборахима Машраба
Творчество поэта вынудило покинуть родные края и жить на чужбине, где он провёл большую часть своей жизни. Живя вдали от Родины, поэт всегда помнил о ней и воспевал её. Газели, мухаммасы, четверостишия Машраба, составившие его богатое творческое наследие, достойно украсили сокровищницу узбекской литературы. Такие его стихотворения, как «Мирадж», передавались из уст в уста по всей Центральной Азии и Восточному Туркестану. Творчество Машраба оказало огромное влияние на узбекскую поэзию. Многие современные узбекские певцы, используют газели Машраба в своём творчестве.
В Советское время, издавался литературный, общественный и политический иллюстрированный юмористический журнал «Машраб», названный в честь Боборахима Машраба. Журнал отражал жизнь и быт узбекского народа. Разоблачал бюрократов, рвачей, болтунов, осмеивал плохих хозяйственников, боролся с религиозными предрассудками, варварскими обычаями и обрядами. Часто выступал в защиту равноправия женщин, ратовал за их раскрепощение, за вовлечение в хозяйственную, общественную и культурную деятельность.. В СССР, произведения поэта издавались несколько раз (1958, 1960, 1963, 1971, 1979, 1990 гг.)
Образ вольнодумца Машраба, вдохновил известного ташкентского режиссёра Марка Вайля. Труппа руководимого им ташкентского театра «Ильхом» поставила пьесу «Полеты Машраба». Данная пьеса — метафизический взгляд, полный аллегории и фантазий, на историю странствующего поэта Боборахима Машраба.